# Позачерговий конгрес ФІФА (2016)

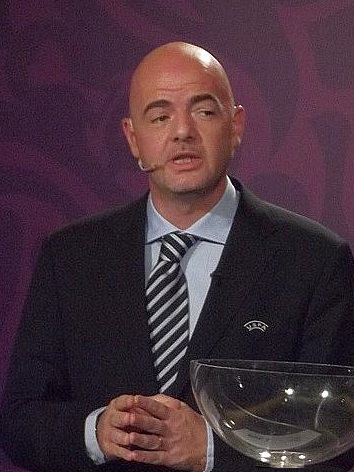
Дев'ятий президент ФІФА Джанні Інфантіно

Позачерговий конгрес ФІФА 2016 року пройшов у Галленштадіоні в Цюриху, Швейцарія, 26 лютого. Конгрес вибрав наступника Зеппа Блаттера, який був відсторонений від свого поста президента ФІФА після справи щодо корупції у ФІФА у 2015 році. Новим, дев'ятим за ліком президентом організації став швейцарець Джанні Інфантіно.

## Пакет реформ
Пакет реформ ФІФА був прийнятий у першій частині конгресу. За його прийняття проголосували 179 асоціацій з 207. Реформи передбачають розпуск Виконавчого комітету ФІФА, який буде замінений більш широкою Радою ФІФА, обраною національними федераціями. 
Також обмежується максимально допустима кількість термінів, що можуть займати провідні функціонери ФІФА, включаючи і президента цієї організації.

## Вибори президента ФІФА
Вибори нового президента ФІФА відбулися у другій половині конгресу. Для обрання кандидату необхідно було набрати 2/3 голосів (у першому турі) або ж проста більшість (105 голосів) у другому турі, куди проходили двоє лідерів голосування.
Крайнім терміном для кандидатів офіційно представити свої кандидатури, з підтримкою, принаймні з п'яти національних федерацій, було 26 жовтня 2015, 23:59 CET. Зепп Блаттер був також ймовірним кандидатом, незважаючи на те, що він заявив, що «не буде кандидатом на виборах в 2016 році».
28 жовтня 2015 року ФІФА оголосила імена семи кандидатів на посаду президента.

### Зареєстровані кандидати
9 листопада 2015 року спеціальна виборча комісія визнала і оголосила п'ять кандидатів, які отримали право брати участь у виборах на посаду Президента ФІФА
- Принц Алі бін аль-Хусейн, віце-президент ФІФА; зайняв друге місце на попередніх виборах; знову оголосив про свою заявку 9 вересня 2015 року.[8]
- Шейх Салман бін Ібрахім аль-Халіфа, Президент Азійської футбольної конфедерації; оголосив про свою заявку 15 жовтня 2015 року.[9]
- Жером Шампань, колишній функціонер ФІФА з 1999 по 2010 рік; оголосив про свою заявку 23 жовтня 2015 року.[10]
- Токіо Сексвале, південноафриканський бізнесмен, оголосив про свою заявку 25 жовтня 2015 року.[11]
- / Джанні Інфантіно, Генеральний секретар УЄФА, оголосив про свою заявку 26 жовтня 2015 року.[12].

### Виключені кандидати
- Мішель Платіні, Президент УЄФА; оголосив про свою заявку 29 липня 2015 року;[13] призупинено ФІФА 8 жовтня 2015 року;[14] виключений з президентської гонки 21 грудня 2015 року.[15]
- Муса Біліті, президент футбольної асоціації Ліберії; оголосив про свою заявку 26 жовтня 2015 року;[16] виключені з президентської гонки 12 листопада 2015 року після невдалої перевірки.[17]
- Девід Нахід, колишній гравець та капітан збірної Тринідаду і Тобаго; оголосив про свою заявку 16 жовтня 2015 року;[18] виключений з президентської гонки 28 жовтня 2015 року через те, що не отримав необхідні п'ять заяви про підтримку.[5]

### Раніше зацікавлені
- Зепп Блаттер,[4] чинний президент ФІФА, призупинено ФІФА в очікуванні розслідування порушень етики 8 жовтня 2015 року.[14]
- Чон Монджун,[19] південнокорейський бізнесмен і політик, 8 жовтня 2015 отримав заборону футбольної діяльності протягом шести років.[14]
- Жером Вальке,[20] чинний Генеральний секретар ФІФА, призупинено ФІФА в очікуванні розслідування порушень етики 8 жовтня 2015 року.[14]
- Шейх Ахмед аль-Фахад аль-Ахмед аль-Сабах, кувейтський політик і президент Олімпійської ради Азії.[21]
- Девід Алан Гілл, британський футбольний адміністратор, виконавчий директор «Манчестер Юнайтед» і віце-президент Футбольної асоціації Англії.[22]
- Майкл ван Праг, нідерландський футбольний функціонер.[23]
- Луїш Фігу, колишній португальський футболіст.[24]
- Зіку, бразильський футбольний тренер та колишній футболіст.[25]
- Дієго Марадона, аргентинський футбольний тренер та колишній футболіст.[26]
- Давід Жинола, колишній французький футболіст.[27]
- Сегун Одегбамі, колишній нігерійський футболіст.[28]
- Кірсан Ілюмжинов, Президент ФІДЕ.[29]

### Результати голосування
| Результати                         |                  |                  |
| Кандидат                           | Перший тур       | Другий тур       |
| / Джанні Інфантіно                 | 88               | 115              |
| Шейх Салман бін Ібрахім аль-Халіфа | 85               | 88               |
| Принц Алі бін аль-Хусейн           | 27               | 4                |
| Жером Шампань                      | 7                | 0                |
| Токіо Сексвале                     | Зняв кандидатуру | Зняв кандидатуру |

## Зовнішні посилання

### Кандидати
- Принц Алі бін аль-Хусейн: Програма [Архівовано 28 грудня 2016 у Wayback Machine.] Вебсайт Twitter [Архівовано 5 березня 2016 у Wayback Machine.]
- Шейх Салман бін Ібрахім аль-Халіфа: Програма Вебсайт
- Жером Шампань: Програма [Архівовано 12 червня 2017 у Wayback Machine.] Вебсайт Twitter [Архівовано 6 березня 2016 у Wayback Machine.]
- Токіо Сексвале: Програма [Архівовано 28 грудня 2016 у Wayback Machine.]
- Джанні Інфантіно: Програма [Архівовано 4 грудня 2016 у Wayback Machine.] Вебсайт [Архівовано 18 лютого 2016 у Wayback Machine.]Twitter [Архівовано 18 січня 2020 у Wayback Machine.]